# British Australian New Zealand Antarctic Research Expedition

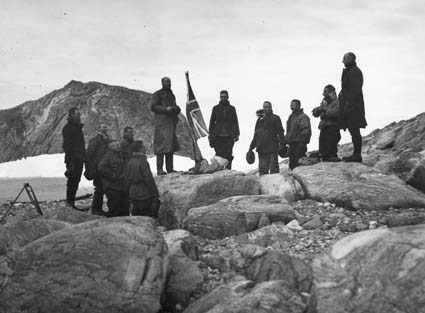
Douglas Mawson gör anspråk Mac. Robertson Land för brittiska kronan under BANZARE.

British Australian New Zealand Antarctic Research Expedition, BANZARE, var en forskningsexpedition till Antarktis som företogs mellan åren 1929 och 1931. Den inkluderade två resor under södra halvklotets somrar. Expeditionen var ett samarbete inom det brittiska samväldet och syftet var mer geopolitiskt än vetenskapligt. Expeditionen finansierades av namngivarna Storbritannien, Australien och Nya Zeeland.
Expeditionen leddes av geologen Douglas Mawson som bland annat deltagit på Ernest Shackletons Nimrodexpedition. Expeditionen använde fartyget Discovery, som tidigare använts av Robert Scott på sin första expedition 1901-1904. De kartlade Antarktis kust och bland annat med hjälp av ett mindre flygplan upptäckte och utforskade de områden som Mac. Robertson Land och Princess Elizabeth Land.
Expeditionens geopolitiska syfte visade sig till exempel när Douglas Mawson utropade brittisk suveränitet över fem områden där expeditionen landsteg. Dessa områden överfördes till Australien 1933. Vetenskapligt så publicerades 13 volymer med rapporter om geologi, oceanografi, jordens magnetfält, zoologi och botanik mellan åren 1937 och 1975.